# Abdul Hakim Al-Taher
Abdul Hakim Al-Taher (État du Nord, 1949 - 1er janvier 2021) est un metteur en scène et acteur soudanais, connu sous le nom de Captain Kabo. Il est considéré comme le pionnier de l'idée du théâtre pour sourds au Soudan et a remporté le Superior Performance Award du Festival espagnol des sourds en 2003. 

## Biographie
Connu sous le nom de capitaine Kabo, il est considéré comme le pionnier de l'idée du théâtre pour les sourds au Soudan et a remporté le prix de la performance supérieure du Festival espagnol des sourds en 2003. Al-Taher est décédé du COVID-19 le 1er janvier 2021.